# 吉本文弘
吉本 文弘（よしもと ふみひろ、1970年2月1日 - ）は、広島県広島市出身の元プロ野球選手（内野手）、セ・リーグのプロ野球審判員。1991年から1994年の登録名は、吉本 武弘（よしもと たけひろ）。審判員袖番号は4。

## 来歴・人物
山陽高から、1987年オフにドラフト外で横浜大洋ホエールズへ入団。
俊足・強肩の内野手との評判も、同じく高卒ドラフト外入団の同期であった進藤達哉とは対照的に一軍出場は無いまま1994年限りで現役を引退した。
1995年にセントラル・リーグ関西審判部入局。袖番号は1995年から2003年までは44、2004年から2010年までは11、2011年以降は4。2023年シーズン終了までに通算1886試合に出場している。
2006年のオールスターゲームに出場し、第1戦（明治神宮野球場）で球審を務めた。2008年にはセ・リーグ会長特別表彰の「審判員奨励賞」を受賞することが決まった。2009年にクライマックスシリーズ初出場。2012年に日本シリーズに初出場、第2戦で球審を務めた。
2014年7月31日、広島東洋カープ対中日ドラゴンズ14回戦（マツダスタジアム）で一塁塁審を務め、通算1000試合出場を達成した。
同年、日本で開催されたアジアプロ野球チャンピオンシップ2017に派遣され、1試合に出場した。
2018年シーズンからは、球審時はシザーススタンスで構えるようになった。
2019年に韓国で開催された第2回WBSCプレミア12オープニングラウンド・グループCに派遣され、3試合に出場した。
2020年6月23日に楽天生命パーク宮城で行われた、東北楽天ゴールデンイーグルス対北海道日本ハムファイターズ1回戦で三塁塁審を務め、NPB審判員史上95人目となる通算1500試合出場を達成した。
2021年シーズンより、サブクルーチーフに昇格。2023年シーズンより、クルーチーフに昇格。

## エピソード
2014年9月2日、吉本が球審を務めた横浜DeNAベイスターズ対阪神タイガース戦において今成亮太が逆転サヨナラタイムリーを放った際、二塁走者であったマット・マートンのホームベース上でのクロスプレーの判定を巡って、試合終了後に猛抗議をし、吉本に体当たりをしたためDeNAの監督中畑清を暴力行為があったとして退場を宣告した。
退場宣告後も激しい抗議を続けた中畑監督に大して吉本自身も強く言い返し、試合終了後にも関わらず中畑監督と激しい口論となった。
2017年6月9日のオリックス・バファローズ対中日ドラゴンズ1回戦（京セラドーム大阪）で一塁塁審を務めた。この試合でクリス・マレーロ選手（オリックス）が左中間スタンドにフェンスオーバーの打球を放ったが、松井雅人捕手（中日）から本塁空過のアピールを受け、本塁をカバーしていた吉本がマレーロにアウトを宣告した。

## 詳細情報

### 年度別打撃成績
- 一軍公式戦出場なし

### 背番号
- 43 （1988年 - 1991年途中）
- 59 （1991年途中 - 1994年）[7]

### 登録名
- 吉本 文弘 （よしもと ふみひろ、1988年 - 1990年）
- 吉本 武弘 （よしもと たけひろ、1991年 - 1994年）

## 審判出場記録
- 初出場：1999年4月17日、広島対横浜1回戦（佐賀）、一塁塁審。
- 出場試合数：2000試合（2025年4月26日、千葉ロッテマリーンズvs北海道日本ハムファイターズ）
- オールスター出場：4回（2006年、2014年、2021年、2022年）
- 日本シリーズ出場：3回（2012年、2019年、2021年）

（記録は2024年シーズン終了時）

## 表彰
- セントラル・リーグ審判員奨励賞：1回 (2008年)

(記録は2022年シーズン終了時)